# Cucumis javanicus
Cucumis javanicus là một loài thực vật có hoa trong họ Cucurbitaceae. Loài này được (Miq.) Ghebret. & Thulin mô tả khoa học đầu tiên năm 2007.